# 班特里灣海戰
班特里灣海戰（法語：Bataille de la baie de Bantry）是於1689年大同盟戰爭期間在愛爾蘭海岸附近進行的一場海戰。此場海戰發生在法蘭西王國支持的英王詹姆士二世登陸愛爾蘭後不久，其於該年3月登陸了愛爾蘭。這場戰鬥是英法除了1627年的拉罗歇尔围城战的近岸作戰以外，自1545年來首次的海上交戰。
英軍總司令托林頓伯爵的艦隊於4月12日離開科克，嘗試攔截法軍艦隊但無果。5月6日，法軍艦隊帶著24艘風帆戰艦和大量金錢與補給船隻離開布雷斯特軍港。5月11日，當法軍艦隊正帶著1,500名士兵和補給登陸時，英軍艦隊出現並迫使法軍在有限的地區戰鬥，但法軍艦隊擁有氣象優勢，將英軍逼至公海，並在隨後的戰鬥中重創托林頓伯爵的艦隊，保衛登陸的安全。

## 註腳
1. ↑  Lynn: The Wars of Louis XIV, 1667–1714, p. 203
2. ↑  Roger 和 Aubrey 定為24艘; Lynn 定為26艘
3. ↑  Aubrey 定為18艘
4. ↑  Weigley 定為22艘
5. ↑  Tunstall: Naval warfare in the Age of Sail: The Evolution of Fighting Tactics, 1650-1815, p. 52